# エマヌエル・エメガ
- エマヌエル・エメハ
- エマヌエル・エメーハ

エマヌエル・エメガ（Emanuel Emegha, 2003年3月3日 - ）は、オランダの南ホラント州デン・ハーグ出身のプロサッカー選手。リーグ・アンのRCストラスブール所属。ポジションはフォワード。

## 経歴

### 幼少期
トーゴ人の父親とナイジェリア人の母親のもと、デン・ハーグに生まれたが、エマヌエルと双子の兄弟であるヨシュアは生後すぐに父親から捨てられ、母親のみによって育てられた。スパルタ・ロッテルダムの下部組織に入団した頃はゴールキーパーを務めていたが、後にアタッカーに転向。ヨシュアもオランダ下部リーグに所属するサッカー選手である。

### クラブ
2020年にトップチームに昇格し、2020-21シーズン開幕節のアヤックスでプロデビュー。2021年5月7日、リーグ第32節のフィテッセ戦でプロ初ゴールを記録した。
2022年1月31日きロイヤル・アントワープへ完全移籍し、5年契約を結んだ。しかし、アントワープではリーグ戦1試合に途中出場したのみで、8月4日にシュトルム・グラーツへ完全移籍し、4年契約を結んだ。移籍後2戦目のアルタッハ戦では、途中出場ながら2ゴールを挙げる活躍で勝利に貢献するなど、ブンデスリーガ27試合で9ゴール3アシストの成績を残した。
2023年7月22日、リーグ・アンのストラスブールへ完全移籍し、5年契約を結んだ。移籍金は1,200万ユーロと報じられている。
2024-25シーズンは、リーグ・アンで得点ランク6位タイとなる14ゴールを挙げた。

## 代表歴
2017年からオランダの世代別代表に選出され、UEFA U-19欧州選手権予選、UEFA U-21欧州選手権予選などに出場した。

## 個人成績
| 国内大会個人成績 | 国内大会個人成績       | 国内大会個人成績 | 国内大会個人成績 | 国内大会個人成績 | 国内大会個人成績 | 国内大会個人成績 | 国内大会個人成績 | 国内大会個人成績 | 国内大会個人成績 | 国内大会個人成績 | 国内大会個人成績 |
| 年度             | クラブ                 | 背番号           | リーグ           | リーグ戦         | リーグ戦         | リーグ杯         | リーグ杯         | オープン杯       | オープン杯       | 期間通算         | 期間通算         |
| 年度             | クラブ                 | 背番号           | リーグ           | 出場             | 得点             | 出場             | 得点             | 出場             | 得点             | 出場             | 得点             |
| オランダ         | オランダ               | オランダ         | オランダ         | リーグ戦         | リーグ戦         | リーグ杯         | リーグ杯         | KNVBカップ       | KNVBカップ       | 期間通算         | 期間通算         |
| ---------------- | ---------------------- | ---------------- | ---------------- | ---------------- | ---------------- | ---------------- | ---------------- | ---------------- | ---------------- | ---------------- | ---------------- |
| 2020-21          | スパルタ・ロッテルダム |                  | エールディヴィジ | 17               | 1                | -                | -                | 1                | 0                | 18               | 1                |
| 2021-22          | スパルタ・ロッテルダム |                  | エールディヴィジ | 19               | 2                | -                | -                | 2                | 0                | 21               | 2                |
| ベルギー         | ベルギー               | ベルギー         | ベルギー         | リーグ戦         | リーグ戦         | リーグ杯         | リーグ杯         | ベルギー杯       | ベルギー杯       | 期間通算         | 期間通算         |
| 2021-22          | アントワープ           | 44               | ファーストA      | 1                | 0                | -                | -                | -                | -                | 1                | 0                |
| オーストリア     | オーストリア           | オーストリア     | オーストリア     | リーグ戦         | リーグ戦         | リーグ杯         | リーグ杯         | オーストリア杯   | オーストリア杯   | 期間通算         | 期間通算         |
| 2022-23          | シュトルム・グラーツ   | 20               | ブンデスリーガ   | 27               | 9                | -                | -                | 4                | 0                | 31               | 9                |
| フランス         | フランス               | フランス         | フランス         | リーグ戦         | リーグ戦         | F・リーグ杯      | F・リーグ杯      | フランス杯       | フランス杯       | 期間通算         | 期間通算         |
| 2023-24          | ストラスブール         | 10               | リーグ・アン     | 28               | 8                | -                | -                | 3                | 1                | 31               | 9                |
| 2024-25          | ストラスブール         | 10               | リーグ・アン     | 27               | 14               | -                | -                | 2                | 0                | 29               | 14               |
| 通算             | オランダ               | オランダ         | エールディヴィジ | 36               | 3                | -                | -                | 3                | 0                | 39               | 3                |
| 通算             | ベルギー               | ベルギー         | ファーストA      | 1                | 0                | -                | -                | 0                | 0                | 1                | 0                |
| 通算             | オーストリア           | オーストリア     | ブンデスリーガ   | 27               | 9                | -                | -                | 4                | 0                | 31               | 9                |
| 通算             | フランス               | フランス         | リーグ・アン     | 55               | 22               | -                | -                | 5                | 1                | 60               | 23               |
| 総通算           | 総通算                 | 総通算           | 総通算           | 119              | 34               | 0                | 0                | 12               | 1                | 131              | 35               |

## タイトル

### クラブ
シュトルム・グラーツ
- ÖFBカップ（2022-23）